# Masamichi Amano
Masamichi Amano (Japans: 天野正道, Amano Masamichi) (Akita, 26 januari 1957) is een Japanse componist.

## Levensloop
Amano studeerde aan het Kunitachi College of Music in Tokio en gradueerde in 1982. Tijdens zijn studie werd hem al een compositieprijs, de Takeoka Prize toegekend.
Na zijn studie was hij eerst in Australië en werkte bij de C.M.I. (ComputerMusic Instruments). Tegenwoordig werkt hij meestal in Europa en is bijvoorbeeld dirigent (Filharmonia Narodowa, National Warsaw Philharmonic Orchestra sinds 1992 en het Ochestre de Chambre Versailles) en produceert cd-opnamen van zijn eigen werken. Hij kreeg compositieopdrachten van Warsaw Brass, Torio Classic, Paderewski Festival en vele anderen. Op het terrein van het harmonieorkest was hij eerst als bewerker voor composities van  Akira Miyoshi, Akio Yashiro, Toshiro Mayuzumi, Béla Bartók en Maurice Ravel werkzaam, maar daarna schreef hij ook eigen werken.

## Composities

### Werken voor harmonieorkest
- 1991 Fantastique Elegie
- 1991 Pieśń Drwala i Wiejska Zabawa
- 1991 Vib Letter
- 1992-1999 GR' Sélection
- 1994 Fantaja
- 1994 Morceau par 1er. Suite Symphonique pour l'orchestre de Vent
  1. er.mouvement
  2. eme.mouvement
  3. eme.mouvement
  4. eme.mouvement
  5. eme.mouvement
- 1995 La Structure pour l'octour
  1. Collapse
  2. Ruins and Requiem
  3. Resurrection and Prayer
- 1997 Yuga Gyoucyu Gan - azuma kagami ibun
- 1999 Florata
- 2000 Morceau par 2e. Suite Symphonique "GR" pour l'orchestre de Vent
- 2002 La forme de chaque amour
- 2002 Trois Pièces
- 2002 Kaleidoscope
- 2003 La forme de chaque amour change comme le Kaleidoscope
- 2003 Morceau par 3e. Suite Symphonique "GR" pour l'orchestre de Vent
- 2003 Morceau par 5e. Suite Symphonique "NR (Ninja Resurraction)" pour l'orchestre de Vent, voor gemengd koor en harmonieorkest
  1. Legend
  2. Messiah
  3. Warriors of the Apocalypse
  4. Fallen Angel
  5. Reincarnated
- 2003 Morceau par 7e. Suite Symphonique "BR" pour l'orchestre de Vent
- 2004 Legenda i Regeneracja
- 2004 deux danses
- 2004 l'incohérent
- 2005 Chaser
- 2005 La marée et l'algue
- 2005 Morceau par 10e suite symphonique "BR2" pour l'orchestre de vent
- 2005 Romance sur le nom de André Henry
- 2005 Thanatos
- 2006 LA
- 2006 Fantaisie de Cantus sur le nom de KANA et REIKO
- 2006 From Exodus
- 2006 Suite Symphonique "Gaia"
  1. Earth's movement from one civilization to Genesis
  2. movement to study the impact of humans on the global environment movement.  Development of civilization, war and the collapse
  3. movements, dedicated to all victims of war in the history of the earth movement Keru
  4. Four final movement
- 2007 Prelude and Fugue
- 2008 Ibun Chushingura
- 2008 Le portrait d’une famille
- 2009 From Exodus for Medium Formation "Song of Solomon of Prometheus"
- 2e. Ballet Chimerique
- 3e. Ballet Chimerique
- 2nd Battle
- Alas de Hierro
- Bugaku
- Cerebration and Celebration
- Cerebration for 20th Anniversary
- Concerto Grosso
- Emanacje i Medytacje Part I
- Emanacje i Medytacje Part II
- Euphonium Concerto for Euphonium and Symphonic Band
- Expiation
- Festival March
- Hope from tomorrow uit "GR"
- JEUX III
- La Suite Excentrique
- Le Beau Japon I, III
- Le chaos et l'harmonie
- Le Tombeau de Poulenc for Euphonium and Symphonic Band
  1. er.mouvement
  2. eme.mouvement
  3. eme.mouvement
  4. eme.mouvement
- Metamorphosees
- Morceau par 9e suite symphonique "The Aurora" pour l'orchestre de Vent
- Ohnai
- Piesn o Zlota Jesien
- Prelude pour la Celemonie
- Symbol March
- Symphony No. 5
- The celebration overture for rising
- The Legend of Phoenix
- "Train Chase" uit de "2e Suite symphonique "GR" pour l'orchestre de vent"
- Twinkle Twinkle Little Star Variations[1]

### Kamermuziek
- Couleur et Mouvement, voor fluitkwintet (3 dwarsfluiten ook: piccolo, altfluit en basfluit)
- Cori Spezzati con Variazioni, voor fluitseptet (5 dwarsfluiten ook: piccolo, alt- en basfluit)
- Six anges qui dansent dans le ciel, voor fluitsextet (piccolo, 3 dwarsfluiten, alt- en basfluit)

## Media
1. ↑  Twinkle Twinkle Little Star Variations door Shoyo High School Symphonic Band o.l.v. Junya Tateishi. Gearchiveerd op 12 september 2023.

- Biblioteca Nacional de España: XX1175027
- Bibliothèque nationale de France: cb14074389j (data)
- CiNii: DA14855459
- Gemeinsame Normdatei: 139927018
- International Standard Name Identifier: 0000 0000 8187 7330
- Library of Congress Control Number: no2012061472
- MusicBrainz: e4d28ff6-9235-4c42-8e3a-e20d2534b843
- Bibliotheek van het Japanse parlement: 01113714
- Nationale Bibliotheek van Israël: 987012437243205171
- Système universitaire de documentation: 07771962X
- Virtual International Authority File: 118719424
- WorldCat: E39PBJp63BDGdJ6G9mR9BcVDMP